# Habitatge digne

El Dret a l'habitatge digne apareix recollit en l'article 25 de la Declaració Universal dels Drets Humans de 1948. Algunes constitucions nacionals també ho recullen.

Es considera Habitatge digne aquell on els ciutadans o les famílies poden viure amb seguretat, pau i dignitat. L'habitatge digne s'inscriu en el dret a l'habitatge.

## Drets
El dret universal a un habitatge, amb el qualificatiu de digne i adequat, apareix com un dels drets humans, apareix recollit a la Declaració Universal dels Drets Humans en el seu article 25, apartat 1 i a l'article 11 del Pacte Internacional de Drets Econòmics, Socials i Culturals (PIDESC) En l'article 11 de Pacte Internacional de Drets Econòmics, Socials i Culturals (PIDESC) apareix el terme habitatge adequat. El dret a l'habitatge és un dret fonamental l'impacte social del qual ha estat contrastat per la recerca científica internacional.

## Característiques
El Comitè de Drets Urbans de Nacions Unides en la seva Observació General número 4, defineix i aclareix el concepte del dret a un habitatge digne i adequat, ja que el dret a un habitatge no s'ha d'interpretar en un sentit restrictiu simplement de recer, sinó que ha de considerar-se més aviat com el dret a viure en seguretat, pau i dignitat.
El terme és inclòs en diferents constitucions: a França, a Escòcia on des de 2003 està aprovada la Homeless Act. A Espanya, la Constitució espanyola regula el dret a un habitatge digne i adequat en el seu article 47.
Perquè un habitatge sigui digne i adequat, a més ha de ser:
- Habitatge fix i habitable
- Habitatge de qualitat
- Habitatge assequible i accessible
- Seguretat jurídica de tinença